# Thomas Johnson (kolarz)
Horace Thomas Johnson (ur. 30 grudnia 1886 w Fulham, zm. 12 sierpnia 1966 w Bromley) – brytyjski kolarz torowy, trzykrotny medalista olimpijski oraz dwukrotny medalista mistrzostw świata.

## Kariera
Pierwszy sukces w karierze Thomas Johnson osiągnął w 1908 roku, kiedy wspólnie ze swym szwagrem Frederickiem Hamlinem zdobył srebrny medal w wyścigu tandemów podczas igrzysk olimpijskich w Londynie. Po przerwie spowodowanej I wojną światową powrócił do kolarstwa. W 1920 roku wystartował na mistrzostwach świata w Antwerpii, gdzie był drugi w sprincie za Holendrem Maurice’em Peetersem. W tym samym roku wziął również udział w igrzyskach olimpijskich w Antwerpii, gdzie w sprincie ponownie zajął drugie miejsce za Peetersem. Na tych samych igrzyskach wspólnie z Albertem White’em, Jockiem Stewartem i Cyrilem Aldenem zdobył także srebrny medal w drużynowym wyścigu na dochodzenie, a w wyścigu na dystansie 50 km rywalizację zakończył po 16 km. Ostatni medal zdobył na rozgrywanych dwa lata później mistrzostwach świata w Paryżu. W swej koronnej konkurencji Brytyjczyk zwyciężył, bezpośrednio wyprzedzając Maurice’a Peetersa i swego rodaka Williama Ormstona.